# Bučje (okręg borski)
Bučje (cyr. Бучје) – wieś w Serbii, w okręgu borskim, w mieście Bor. W 2011 roku liczyła 579 mieszkańców.